# Geologia de Mercuri
La geologia de Mercuri és la menys coneguda dels planetes interiors del sistema solar. Les raons d'això inclouen tant la proximitat de Mercuri al Sol (i els seus conseqüents perills per a les sondes espacials) com pel fet que la durada del cicle dia-nit (moviment de rotació) a Mercuri és de 58 dies terrestres. Això darrer va fer que l'única sonda espacial que el visités tres vegades (el Mariner 10 de la NASA durant els anys 1974 i 1975) només pogués observar el costat il·luminat pel Sol en cada visita. Es preveu que la sonda MESSENGER (llançada l'agost del 2004) augmenti bastant el nostre coneixement sobre aquest planeta quan es posi en òrbita al seu voltant el març de 2011.

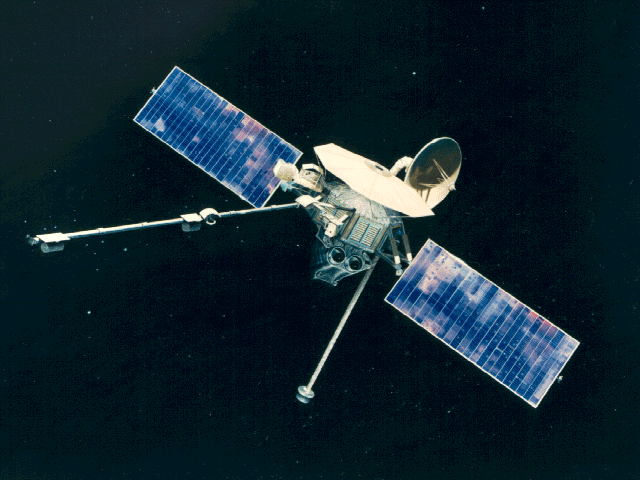
La sonda espacial Mariner 10.

## Històriageològicade Mercuri
De la mateixa manera que la Terra, la Lluna i Mart, la història geològica de Mercuri es divideix en eres. Per ordre d'antiguitat són el Pretolstoià, el Tolstoià, el Calorià, el Mansurià i el Kuiperià.
Després que Mercuri es formés fa més de 4 mil milions d'anys va rebre un bombardeig de cometes i asteroides que va finalitzar fa 3.800 milions d'anys. Durant aquest període d'intensa craterització, la superfície va registrar molts impactes. Alguns d'aquests, com el que va formar la Conca de Caloris, van ésser omplerts pel material magmàtic del planeta, formant-se planícies suaus com les que hi ha a la Lluna. Una vegada que el planeta es va refredar i es va contreure, s'hi van produir esquerdes a la seua superfície que es van superposar a altres estructures ja presents com ara els cràters i les planícies, la qual cosa fa palès que les esquerdes són més recents. El període de vulcanisme a Mercuri va acabar quan la compressió del mantell es va ajustar prou com per evitar l'eixida de la lava a la superfície. Probablement açò va passar en un període que s'ubica entre els primers 700 o 800 milions d'anys de la seua història.
Des de llavors només s'hi han succeït impactes de cometes i asteroides aïllats.

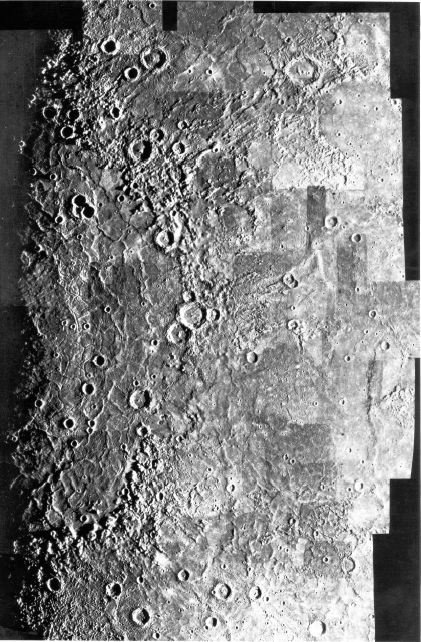
Conca de Caloris

## Característiques generals de la superfície
El 60% de la superfície de Mercuri és composta per cràters i, a més, hi són distribuïts uniformement. El fet que la superfície presenti una abundant quantitat de cràters es deu al fet que Mercuri té una atmosfera molt feble, la qual cosa permet l'entrada dels meteoroides sense ésser desintegrats (Mercuri ha anat acumulant impactes des de la seua creació fa més de 4 mil milions d'anys). Per aquesta raó, tant la seua superfície com la de la Lluna i Mart testifiquen un registre d'impactes que són importants per a la determinació de la durada d'aquest període de craterització, el qual va ser molt intens fins fa 3 mil milions d'anys.
A més dels cràters de diàmetres que van des de centenars de metres fins a centenars de km, n'existeixen altres de mida descomunals com és el cas del cràter Caloris que té un diàmetre de 1.300 km i que és la major estructura geològica de la superfície de Mercuri. L'impacte que el va produir va ésser tan violent que va produir la sortida de lava del mantell i va crear un anell concèntric al voltant del cràter amb alçàries que arriben als 2 km. A més, també se li atribueixen les fractures i escarpes en el costat oposat del planeta. Aquest tipus de cràters (els quals van ésser omplerts pel material magmàtic) en la geologia lunar reben el nom de mars lunars.

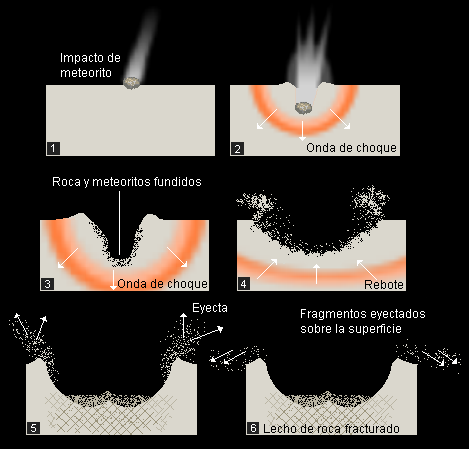
Formació d'un cràter d'impacte.

Com en la Lluna, els cràters de Mercuri presenten les característiques típiques d'un impacte: el material ejectat forma dipòsits al voltant del cràter, de vegades en forma de prolongacions lineals que se les coneix com a radis o raigs, la lluminositat dels quals és més intensa per ésser un terreny més jove que la superfície circumdant.
S'hi han observat altres escarpes que travessen la superfície del planeta tant a les zones llises com en les crateritzades. La seua presència s'atribueix al refredament que va experimentar Mercuri des de la seua formació, la qual cosa va encongir la superfície mercuriana provocant un reacomodament de l'escorça planetària.
L'alta densitat del planeta (5,44 g/cm³) fa suposar l'existència d'un nucli compost per un 65% de ferro, la mida del qual probablement representi prop del 75% del diàmetre del planeta. El nucli és envoltat per un mantell de 600 km de gruixària. En reduir-se el nucli i el mantell a conseqüència del refredament després de la seua formació, el radi del planeta es va reduir entre 2 i 4 km ocasionant el sistema de fractures que es veuen a la seua superfície.

Interior del planeta Mercuri.

## Orígens de l'altalluminositati presència degel
Les primeres observacions a través de radar de Mercuri es van realitzar amb radiotelescopi d'Arecibo (Puerto Rico) i Goldstone (Califòrnia, Estats Units), i amb l'ajut del Very Large Array (VLA) de l'Observatori Nacional de Radioastronomia dels Estats Units. Les ones enviades pel Goldstone des de la NASA Deep Space Network tenien una potència de 460 kW a 8,51 GHz. Les ones rebudes pel VLA a través de 26 antenes mostraven lluminositats radar (punts de reflectivitat radar) amb ones despolaritzades provinents del pol nord de Mercuri.
Els estudis duts a terme pel radiotelescopi d'Arecibo que enviava ones a la banda S (2,4 GHz) i amb una potència de 420 kW van permetre establir un mapa de la superfície del planeta amb una resolució de 15 km. En aquest estudi no només es va confirmar l'existència de zones d'alta reflexió i despolarització, sinó que va elevar la quantitat a 20 zones i aquesta vegada ubicades en ambdós pols.
La idea que Mercuri tingui gel a la seua superfície pot semblar absurda a causa de la seua proximitat al Sol i la seua elevada temperatura (420 °C de dia i -180 °C de nit). Tanmateix, el gel presenta una elevada lluminositat a les imatges del radar i les ones de retorn poden estar molt despolaritzades. D'altra banda, les roques de silicats que formen la major part de la superfície tenen un comportament totalment oposat al del gel.
Un altre dels descobriments que avalen aquesta possibilitat és que els estudis fets per radar des de la Terra demostren que les formes d'aquestes zones són circulars. Per aquest motiu se les associa amb profunds cràters (les elevades parets del qual i les seues elevades latituds no permeten l'arribada de la llum solar).
Al pol sud de Mercuri, la ubicació d'una gran zona d'alta reflectivitat sembla coincidir amb la ubicació del cràter Chao Meng-Fu i les àrees més petites amb altres cràters que també van ésser identificats.

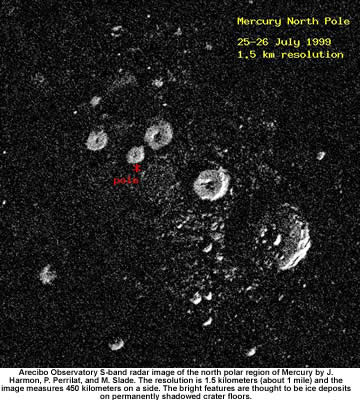
Imatge de radar del pol nord de Mercuri.

Al pol nord, la situació és més complicada perquè no es poden correlacionar les imatges de radar amb les preses per la nau Mariner 10 a causa de l'absència d'aquestes. Cal destacar, d'altra banda, que hi ha regions d'alta reflectivitat que no corresponen a l'existència de cràters. La reflexió radar del gel a Mercuri és menor que la que podria produir-se amb el gel pur, probablement això és degut a la deposició de pols que no cobreix la superfície del cràter per complet.

## Origen delgel
L'existència de cràters amb ombra permanent no és una característica única de Mercuri: a la mateixa Lluna s'han identificat, al seu pol nord, un enorme cràter -conca d'Aitken- amb la possibilitat que existeixi gel. Aquest gel a la Lluna, com a Mercuri, és atribuït a fonts externes. En el cas de la Lluna es creu que va ser dipositat per cometes, mentre que a Mercuri s'atribueix a meteorits. Com es considera provada l'existència d'aigua en alguns meteorits, aquests el podrien haver dipositat en cràters amb ombra permanent i així provocar la seua conservació per milions i, fins i tot, milers de milions d'anys.
Una altra hipòtesi, sense ésser confirmada, és que a Mercuri es produiria un fluix important d'aigua des del seu interior. Tampoc no s'ha comprovat l'existència d'algun mecanisme que causi la pèrdua de gel a la superfície com la fotodissoació, l'erosió deguda al vent solar i el xoc amb micrometeorits.
El comportament del gel en altres cossos celestes té les seues peculiaritats. En primer lloc, les elevades temperatures de la superfície de Mercuri (que ronden els 420 °C) sumades al buit de l'espai exterior (l'atmosfera de Mercuri és gairebé imperceptible) i els raigs solars contribuirien a fer que el gel se sublimés i escapés a l'espai. De tota manera, això no es creu que succeeix amb el gel a Mercuri perquè la ubicació del gel a altes latituds fa que la temperatura sigui baixa: dins dels cràters, on no arriba la llum solar, les temperatures cauen fins als -171 °C i a les planes polars la temperatura no ultrapassa els 106 °C.
L'existència de gel a Mercuri no ha estat corroborada i simplement es tracta d'especulació científica provocada per les observacions d'alta reflectivitat de radar i la coincidència amb la ubicació de grans cràters a les zones polars. Cal dir, però, que aquesta reflexió anòmala podria deure's també a l'existència de sulfats metàl·lics o d'altres materials amb la mateixa capacitat de reflexió.

## L'atmosfera de Mercuri
L'existència d'una atmosfera en un planeta té una gran importància per a la geologia, ja que els processos erosius del vent, els canvis de temperatura, humitat, etc. contribueixen a la modificació del terreny i al deteriorament dels materials.
L'atmosfera de Mercuri es va dissipar breument després de la seua formació fa més de 4 mil milions d'anys. A més de la seua baixa gravetat, la causa principal de la seua desaparició va ésser el vent solar. Tanmateix, encara té els romanents d'una molt tènue atmosfera de 10-15 bar (gairebé inexistent). L'existència d'una atmosfera permetria mantindre una temperatura més o menys estable malgrat les variacions de lluminositat entre el dia i la nit (les fluctuacions als cossos sense atmosferes o amb atmosferes molt febles són intenses). Per exemple, a Mercuri la temperatura superficial durant el dia és de 420 °C mentre que durant la nit cau fins als -180 °C. A causa dels bruscos canvis de temperatura, el tipus d'interacció sobre la superfície estaria relacionada amb l'agitació tèrmica produïda sobre els materials.